# Mud Mouth
Mud Mouth (englisch etwa für „dreckiger Mund“) ist das siebte Soloalbum des US-amerikanischen Rappers Yelawolf. Es erschien am 30. April 2021 über sein eigenes Independent-Label Slumerican Records zum Download und Streaming.

## Produktion
Das Album wurde komplett von dem US-amerikanischen Musikproduzenten Jim Jonsin produziert.

## Covergestaltung
Das Albumcover zeigt einen weißen Totenschädel mit verschwommenen Augenhöhlen, über dem sich der schwarze Schriftzug Mud Mouth befindet. Der Hintergrund ist komplett in Schwarz gehalten.

## Gastbeiträge
Die einzigen Gastauftritte des Albums stammen von den Rappern Jelly Roll und Struggle Jennings, die beide auf dem Song Money zu hören sind.

## Titelliste
| #  | Titel                | Gastbeiträge                  | Produzent  | Länge |
| -- | -------------------- | ----------------------------- | ---------- | ----- |
| 1  | Light as a Feather   |                               | Jim Jonsin | 4:25  |
| 2  | Oh No                |                               | Jim Jonsin | 4:04  |
| 3  | Bounce               |                               | Jim Jonsin | 4:25  |
| 4  | Conoco               |                               | Jim Jonsin | 4:18  |
| 5  | Dope                 |                               | Jim Jonsin | 4:59  |
| 6  | Rocks at Your Window |                               | Jim Jonsin | 5:21  |
| 7  | HillBilly Einstein   |                               | Jim Jonsin | 5:21  |
| 8  | Money                | Jelly Roll, Struggle Jennings | Jim Jonsin | 5:18  |
| 9  | Losers Win Again     |                               | Jim Jonsin | 1:16  |
| 10 | Dog House            |                               | Jim Jonsin | 4:39  |
| 11 | Homeward Bound       |                               | Jim Jonsin | 1:54  |
| 12 | Aquanet              |                               | Jim Jonsin | 4:39  |
| 13 | Hot                  |                               | Jim Jonsin | 4:03  |
| 14 | Mud Mouth            |                               | Jim Jonsin | 4:30  |

## Musikvideos
Ab 9. November 2021 wurde chronologisch, beginnend mit dem Song Light as a Feather, jeden Tag ein Musikvideo zu allen Liedern des Albums veröffentlicht.

## Rezeption
Mitch Findlay von hotnewhiphop.com bewertete Mud Mouth positiv. Yelawolf kehre mit dem Album „zu einem melodischeren Sound zurück.“ Viele Songs hätten eine überraschende Wendung und die Texte lieferten „unverwechselbare Bilder.“